# SkyWest Airlines
SkyWest Airlines — региональная авиакомпания США со штаб-квартирой в городе Сент-Джордж (Юта), один из трёх авиаперевозчиков холдинга Alaska Air Group.
Компания SkyWest Airlines имеет собственную маршрутную сеть, соединяющую 154 города в 43 штатах США, в Канаде и Мексике. Авиакомпания работает под торговыми марками United Express, Delta Connection и Midwest Connect крупных авиаперевозчиков United Airlines, Delta Air Lines и Midwest Airlines соответственно. Региональные авиакомпании SkyWest Airlines и Atlantic Southeast Airlines, входящие в холдинг «SkyWest, Inc.», занимают восьмое место в мире по количеству самолётов с общим парком в 440 региональных лайнеров.
Численность персонала SkyWest Airlines составляет более 11.100 человек. Ежедневно авиакомпания выполняет около 1.790 регулярных рейсов, из которых 65% приходится на рейсы под брендом United Express, 31% — Delta Connection и 4% рейсов — под брендом Midwest Connect. Крупнейшими транзитными аэропортами авиакомпании являются:
- Международный аэропорт Солт-Лейк-Сити: 243 вылета в сутки, рейсы под брендами «Delta Connection» и «United Express»
- Международный аэропорт О’Хара (Чикаго): 153 вылета в сутки, рейсы под брендами «United Express» и «Delta Connection»
- Международный аэропорт Лос-Анджелеса: 140 вылетов в сутки, рейсы под брендами «United Express» и «Delta Connection»
- Международный аэропорт Денвера: 137 вылетов в сутки, рейсы под брендами «United Express» и «Delta Connection»
- Международный аэропорт Сан-Франциско: 117 вылетов в сутки, рейсы под брендами «United Express» и «Delta Connection»
- Международный аэропорт имени генерала Митчелла (Милуоки): 77 вылетов в сутки, рейсы под брендами «Midwest Connect», «Delta Connection» и «United Express»
- Международный аэропорт Портленд: 23 вылета в сутки, рейсы под брендами «United Express» и «Delta Connection»
- Международный аэропорт Канзас-Сити: 12 вылетов в сутки, рейсы под брендами «Midwest Connect», «Delta Connection» и «United Express»

## История
В 1972 году юрист из города Сент-Джордж (Юта) Ральф Аткин (англ. Ralph Atkin), недовольный слабым развитием маршрутных сетей местных авиаперевозок, приобрёл небольшую авиакомпанию Dixie Airlines, позднее сменив её название на SkyWest Airlines. Компания развивалась небольшими темпами на территории западной части США, а после поглощения в 1984 году другого перевозчика Sun Aire Lines и акционирования в 1986 году начался бурный рост маршрутной сети перевозок и увеличение парка воздушных судов, после чего авиакомпания в 1988 году заняла 11-е место в списке крупнейших региональных авиаперевозчиков страны.
В 1985 году SkyWest Airlines заключила код-шеринговый договор с авиакомпанией Western Airlines по перевозке пассажиров из небольших населённых пунктов в хаб Международного аэропорта Солт-Лейк-Сити. После приобретения Western Airlines авиакомпанией Delta Air Lines код-шеринг был заключен с Дельтой. В 1995 году SkyWest Airlines подписала аналогичный партнёрский договор с авиакомпанией Continental Airlines на перевозку пассажиров из Международного аэропорта Лос-Анджелеса, однако спустя два года договор был расторгнут Континенталами по причине начала сотрудничества SkyWest Airlines с их прямым конкурентом — авиакомпанией United Airlines. Под брендом United Express начались полёты из аэропортов Лос-Анджелеса, Сан-Франциско, Денвера и в конце 1990-х годов SkyWest стала крупнейшим региональным авиаперевозчиком, работающим в этих аэропортах. Сотрудничество с Continental Airlines возобновилось в 2003 году и было снова прекращено в июне 2005 года.
В понедельник 15 августа 2005 года авиакомпания Delta Air Lines объявила о продаже регионала Atlantic Southeast Airlines вновь образованному холдингу SkyWest Inc. за 425 миллионов долларов США наличными, а в четверг 8 сентября 2005 года холдинг подтвердил факт завершения данной сделки. В настоящее время холдинг двух авиакомпаний является крупнейшим региональным авиаперевозчиком в Соединённых Штатах.

## Флот

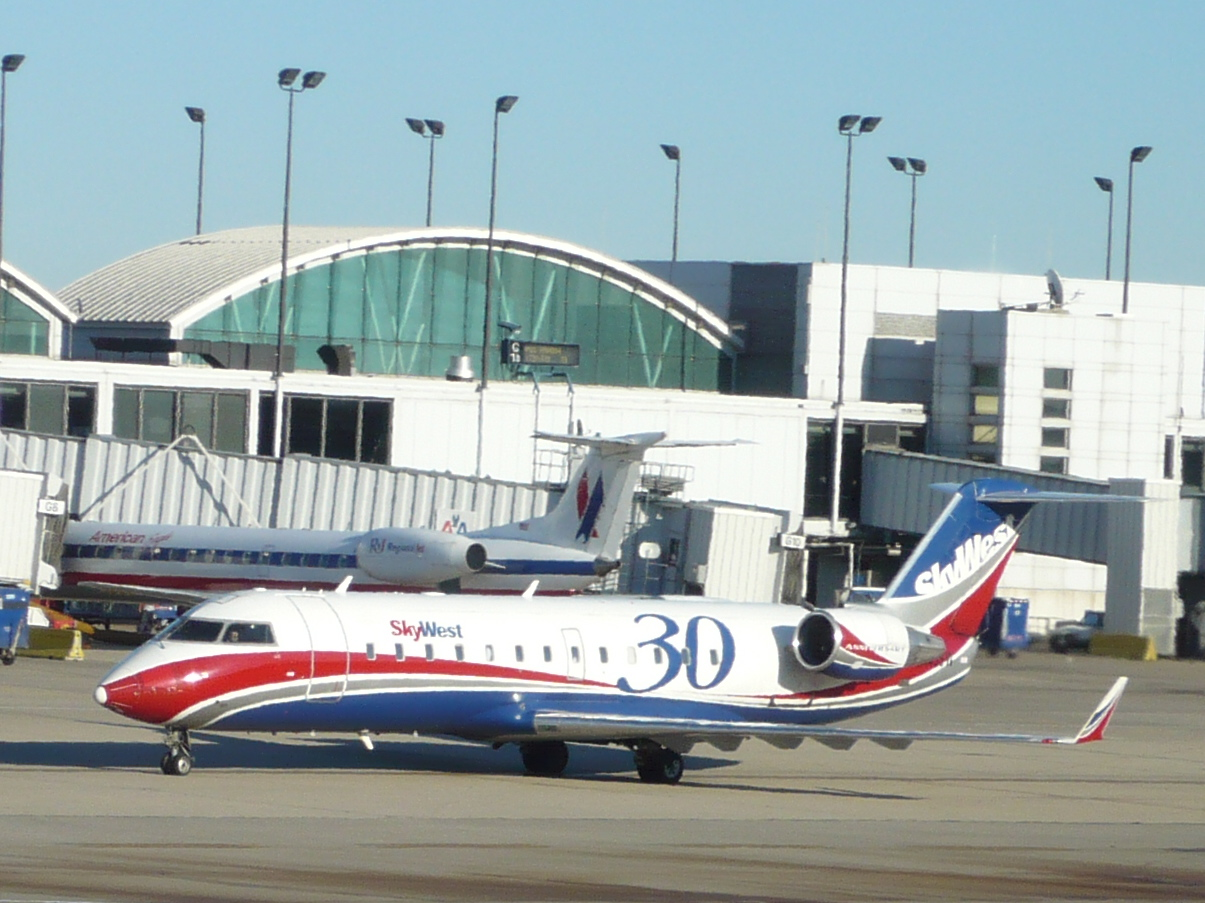
CRJ-200 авиакомпании SkyWest в Международном аэропорту О’Хара (Чикаго)

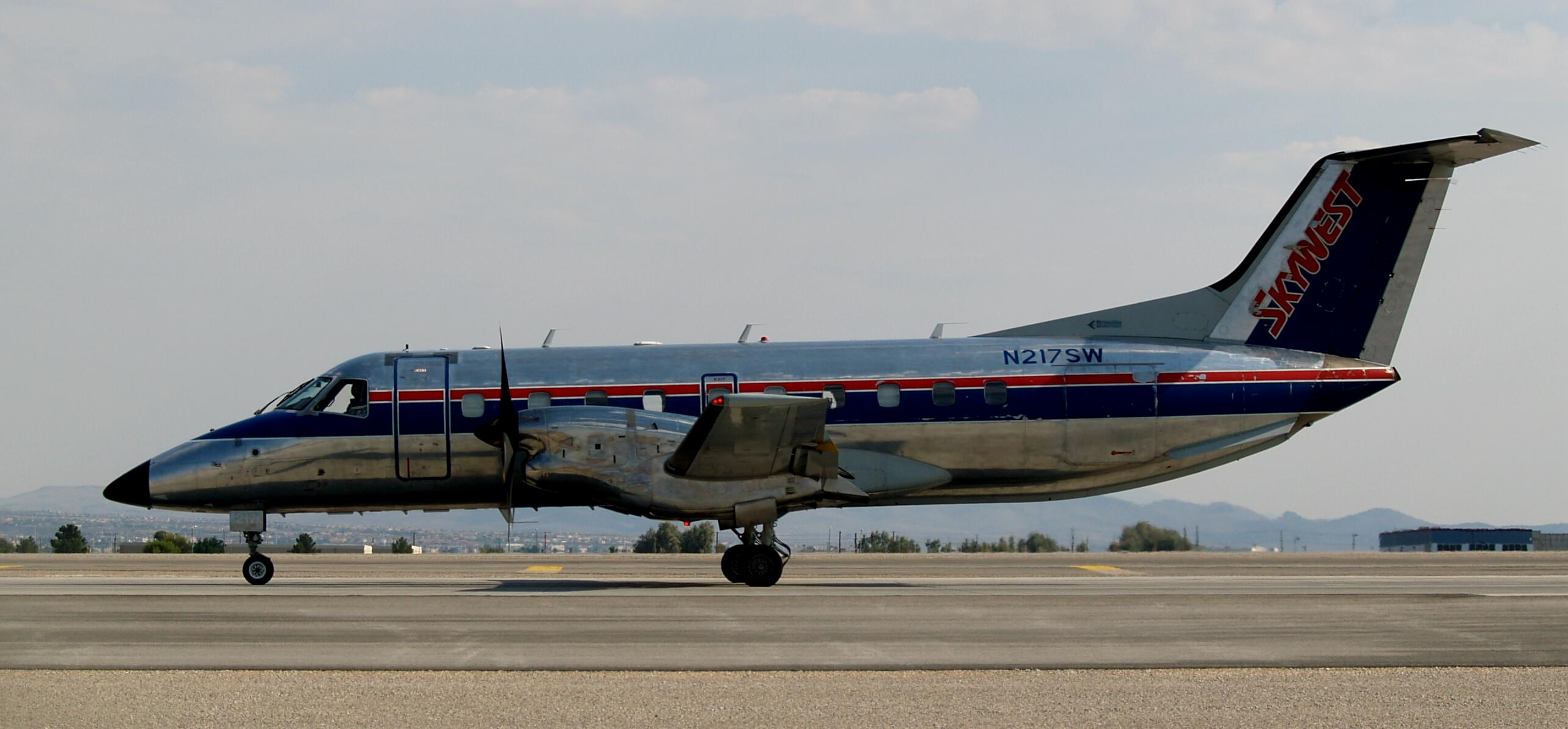
Embraer EMB 120 Brasilia в ливрее SkyWest

По состоянию на июль 2021 года авиакомпания SkyWest Airlines эксплуатировала воздушный флот из 570 самолётов:
| Тип самолёта      | Количество | Число мест   | Примечания                                                                      |
| ----------------- | ---------- | ------------ | ------------------------------------------------------------------------------- |
| Bombardier CRJ200 | 210        | 50           | Выполняют полеты под брендом United Express и Delta Connection                  |
| Bombardier CRJ700 | 123        | C9Y56, C9Y60 | Выполняют полеты под брендом United Express, Delta Connection и American Eagle  |
| Bombardier CRJ900 | 44         | C12Y64       | Выполняют полеты под брендом Delta Connection                                   |
| Embraer ERJ175    | 193        | C12Y64       | Выполняют полеты под брендом United Express, Delta Connection и Alaska Airlines |
| Итого:            | 570        |              |                                                                                 |

## Инциденты и несчастные случаи
- 15 января 1987 года, рейс 1834 Покателло (Айдахо)-Солт-Лейк-Сити (Юта), Fairchild Swearingen Metroliner (регистрационный N163SW). Самолёт столкнулся в окрестностях города Кирнс (Юта) с частным Mooney M20, который пилотировали стажёр и инструктор. Погибли все 10 человек, находившиеся в Фархилде, и оба пилота Муни М20[6].
- 15 января 1990 года, рейс 5855, Fairchild Swearingen Metroliner. При заходе на посадку в аэропорту Элко (Невада) столкнулся с землёй. Пассажиры и члены экипажа получили травмы различной степени тяжести[7].
- 2 февраля 1991 года, рейс 5569 Лос-Анджелес (Калифорния)-Палмдейл (Калифорния), Fairchild Swearingen Metroliner (регистрационный N683AV). Самолёт Boeing 737-3B7 (регистрационный N388US) авиакомпании USAir, следовавший рейсом 1493 из Колумбуса (Огайо), при посадке на занятую полосу 24L аэропорта Лос-Анджелес в ночных условиях врезался в Фархилд Метро авиакомпании SkyWest Airlines. После столкновения оба самолёта сошли с полосы и остановились на пожарной станции аэропорта. Ошибка диспетчерской службы. Погибло 22 из 87 человек на Боинге и 12 пассажиров Фархилда.
- 7 сентября 2008 года, рейс 6430 Лос-Анджелес (Калифорния)-Сан-Антонио (Техас), Bombardier CRJ-700. После посадки в аэропорту Сан-Антонио выкатился за пределы взлётно-посадочной полосы. По заявлению представителя аэропорта самолёт получил серьёзные повреждения и оставался на закрытой полосе в течение двух часов. Из 52 пассажиров и 4 членов экипажа на борту никто серьёзно не пострадал[8][9].